# Stefan Edberg
Stefan Bengt Edberg (Västervik, Svédország, 1966. január 19. –) korábbi világelső svéd teniszező. Pályafutása során 6 egyéni és 3 páros Grand Slam-címet szerzett, egyéni címeiből kettőt Ausztrál Openen (1985, 1987), kettőt Wimbledonban (1988, 1990), kettőt US Openen (1991, 1992). A Roland Garroson 1989-ben döntőt játszott. Az 1988-as szöuli olimpián egyesben és párosban is bronzérmes lett. 2004-ben beválasztották az International Tennis Hall of Fame (Teniszhírességek Csarnoka) tagjai közé.

## Egyéni Grand Slam-döntők

### Győzelmek (6)
| Év   | Torna               | Borítás | Ellenfél a döntőben | Döntő eredménye         |
| 1985 | Australian Open     | Füves   | Mats Wilander       | 6-4, 6-3, 6-3           |
| 1987 | Australian Open (2) | Füves   | Pat Cash            | 6-3, 6-4, 3-6, 5-7, 6-3 |
| 1988 | Wimbledon           | Füves   | Boris Becker        | 4-6, 7-6, 6-4, 6-2      |
| 1990 | Wimbledon (2)       | Füves   | Boris Becker        | 6-2, 6-2, 3-6, 3-6, 6-4 |
| 1991 | US Open             | Kemény  | Jim Courier         | 6-2, 6-4, 6-0           |
| 1992 | US Open (2)         | Kemény  | Pete Sampras        | 3-6, 6-4, 7-6, 6-2      |

### Elvesztett döntők (5)
| Év   | Torna           | Borítás | Ellenfél a döntőben | Döntő eredménye         |
| 1989 | Roland Garros   | Salak   | Michael Chang       | 1-6, 6-3, 6-4, 4-6, 2-6 |
| 1989 | Wimbledon       | Füves   | Boris Becker        | 0-6, 6-7, 4-6           |
| 1990 | Australian Open | Kemény  | Ivan Lendl          | 6-4, 6-7, 2-5 feladta   |
| 1992 | Australian Open | Kemény  | Jim Courier         | 3-6, 6-3, 4-6, 2-6      |
| 1993 | Australian Open | Kemény  | Jim Courier         | 2-6, 1-6, 6-2, 5-7      |

## Páros Grand Slam-döntők

### Győzelmek (3)
| Év   | Torna               | Borítás | Partner       | Ellenfél a döntőben           | Döntő eredménye         |
| 1987 | Australian Open     | Füves   | Anders Jarryd | Peter Doohan Laurie Warder    | 6-4, 6-4, 7-6           |
| 1987 | US Open             | Kemény  | Anders Jarryd | Ken Flach Robert Seguso       | 7-6, 6-2, 4-6, 5-7, 7-6 |
| 1996 | Australian Open (2) | Kemény  | Petr Korda    | Alex O'Brien Sebastien Lareau | 7-5, 7-5, 4-6, 6-1      |

### Elvesztett döntők (2)
| Év   | Torna         | Borítás | Partner       | Ellenfél a döntőben        | Döntő eredménye           |
| 1984 | US Open       | Kemény  | Anders Jarryd | John Fitzgerald Tomáš Šmíd | 6-7, 3-6, 3-6             |
| 1986 | Roland Garros | Salak   | Anders Jarryd | John Fitzgerald Tomáš Šmíd | 3-6, 6-4, 3-6, 7-6, 12-14 |